# Obecný barevný kód

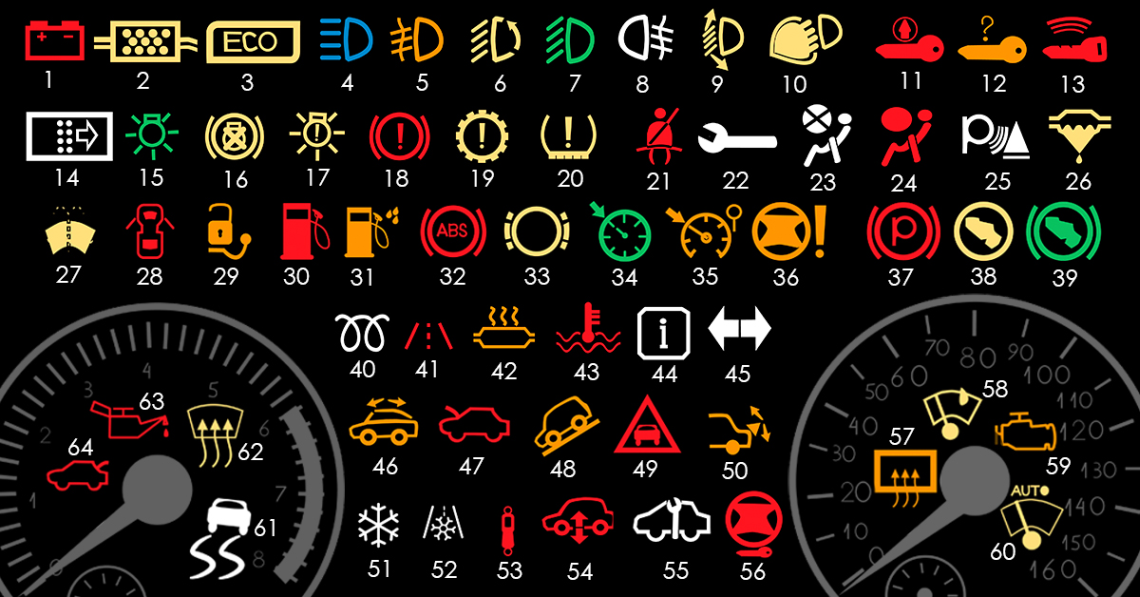
Ukázka užití obecného barevného kódu pro sdělovače přístrojové desky automobilu dle normy ISO 2575

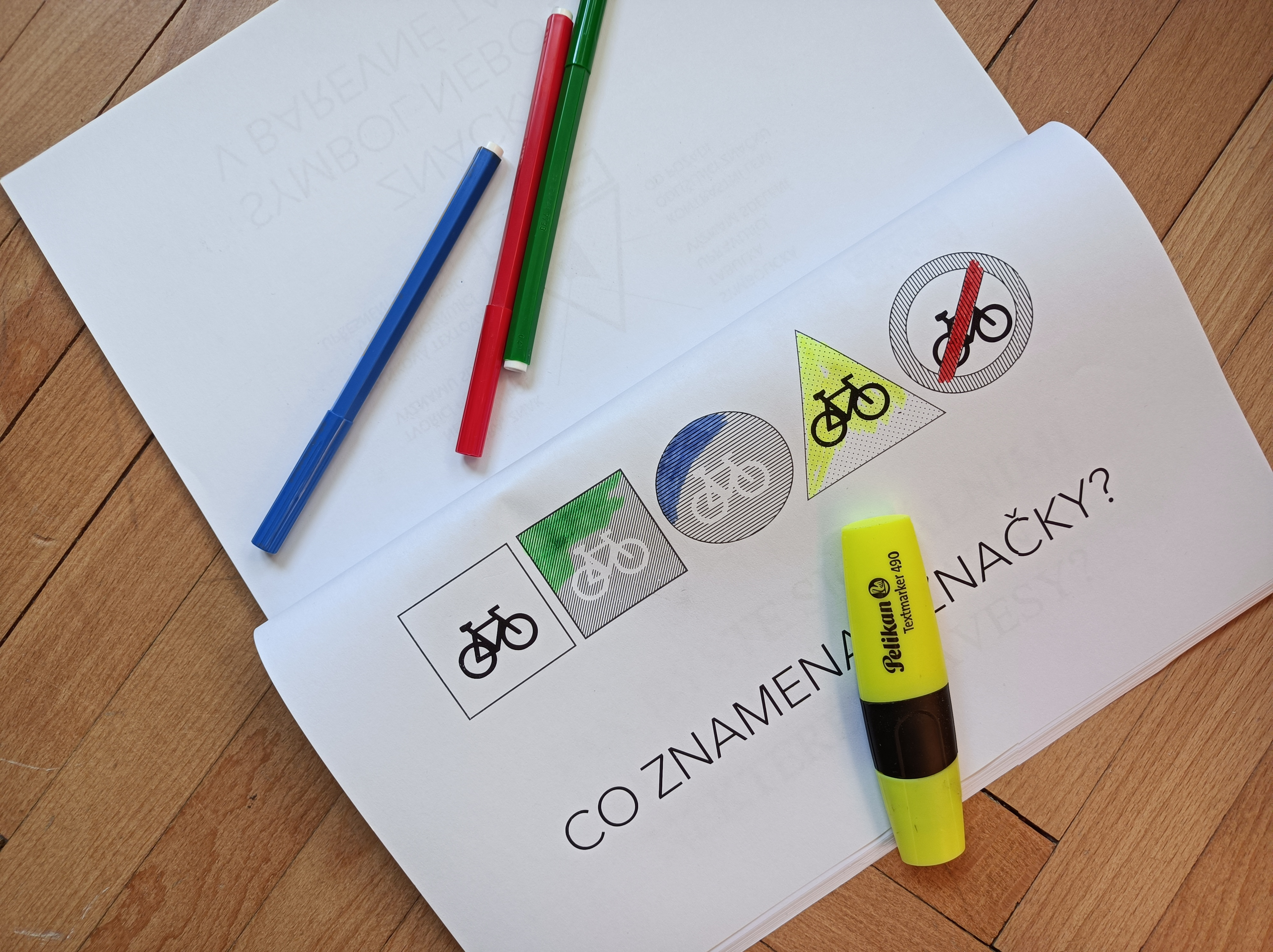
Ukázka učebních pomůcek k rozvoji 2. gramotnosti pro nejmladší děti

Signální barvy obecného barevného kódu, jako i jiné barevné tóny viditelného spektra, jsou nedílnou součástí vizuální komunikace. Používají se buď analogickým nebo konvenčním způsobem. Analogie je typická zejména pro realistická sdělení (figury), kdy zobrazené barvy odpovídají barvám reality. Konvenční způsob (znaky a symboly) přisuzuje barvám význam pomocí společenské dohody (konvence). V této rovině nejlépe fungují opakovaně užívané konvence vytvářející tak značně široce sdílné kódy. 20. století - století vizuální komunikace - vedlo k silnému rozvoji užití barevných kódů. Základem je obecný barevný kód vycházející z fyziologie vnímání (viz ilustrace), která formovala během dlouhodobého vývoje lidskou psychiku. Navazují na něj šíře užívané pomocné barevné kódy. Dále existují mnohé speciální místní či profesní pomocné kódy. A nakonec každý jedinec si může přirozeně pro svou potřebu vytvářet kódy vlastní. Mezi obecným barevným kódem a pomocnými jsou značné rozdíly v psychické a sociální funkčnosti i v zeměpisném a sociálním rozšíření.

## Základní významy pestrých tónů obecného barevného kódu
- Zelený tón – bezpečí, akce

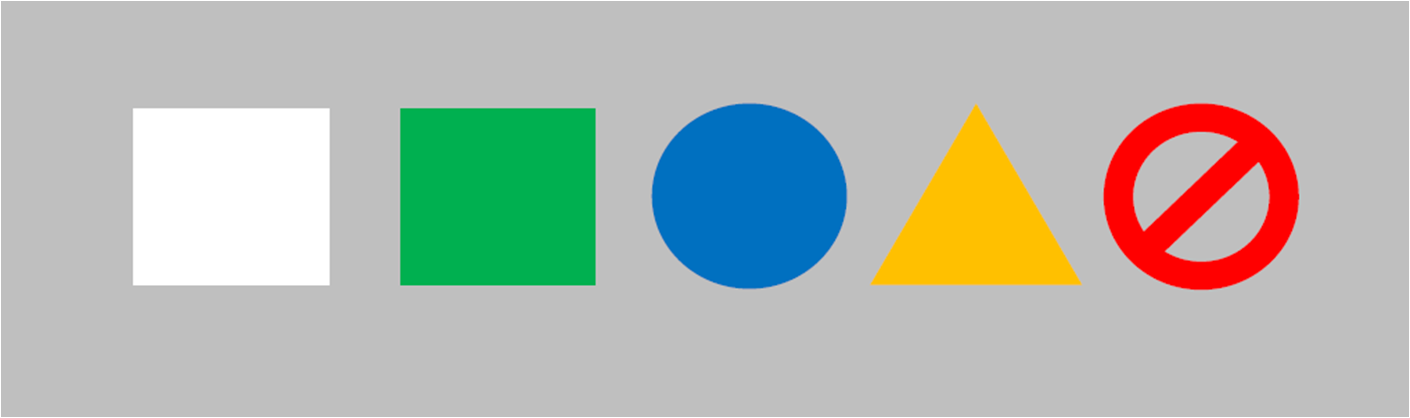
Kombinace obecného barevného a tvarového kódu pro mutace symbolů

- Modrý tón – zvýšená pozornost, příkaz
- Žlutý tón – riziko, výstraha
- Červený tón – nebezpečí, zákaz
- Bílý a černý tón – neutrální oznámení
- Šedý tón – zrušení platnosti informace

## Charakter obecného barevného kódu

Běžné užití obecného barevného kódu: Semafor se 3 signálními tóny a čtyřmi fázemi jejich užití

Obecný barevný kód tvoří jeden ze základních principů gramatiky praktické vizuální komunikace. Sestává ze čtyř signálních pestrých tónů (zelený, modrý, žlutý a červený) a tří nepestrých tónů (bílý, šedý a černý). Jednotlivé pestré tóny se používají:
- pro základní významové mutace grafických symbolů a znaků, kterými komunikujeme (zejména ve spojení s tvarovým kódem tabulek, do nichž jsou symboly a znaky umísťovány),
- samostatně pro sdělovače a ovladače přístrojů,[2]
- nebo ke komunikačnímu zbarvení částí předmětů či prostoru.

Užití obecného barevného kódu se vyvíjelo v rámci rozvoje globální civilizace od konce 19. století zejména v prostoru dopravy, technické komunikace a bezpečnosti technologií. Výslednou podobu získalo ve druhé polovině 20. století, kdy bylo pojato do závazných mezinárodních norem i nezávazných doporučení. Některé z mezinárodních nebo národních norem barevný nebo barevně-tvarový kód respektují jen částečně. Významné rozdíly v tomto směru vykazuje i dosud globálně nesjednocené dopravní značení na pozemních komunikacích, kdy některé země mají problém opustit své tradice ve prospěch funkčního globálního komunikačního principu. Mimo oblast závazných norem je ve vizuální komunikaci obecný barevný kód respektován podle toho, jakou úroveň druhé gramotnosti mají návrháři, výrobci a uživatelé různých oblastí činnosti a různých zemí světa.

## Aplikace obecného barevného kódu do kódu barevně-tvarového

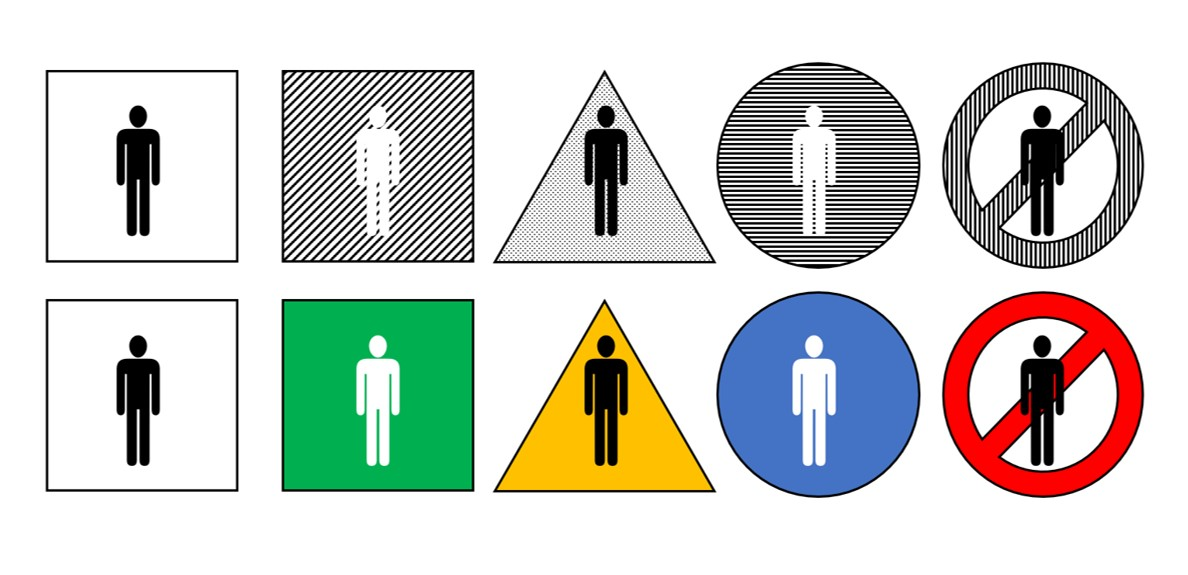
Barva společně s tvarem tabulky mutuje význam užitého symbolu od obecné informace, přes informaci o bezpečí, výstrahu, příkaz až k možnosti zákazu. I nebarevné provedení může být dostatečně funkční.

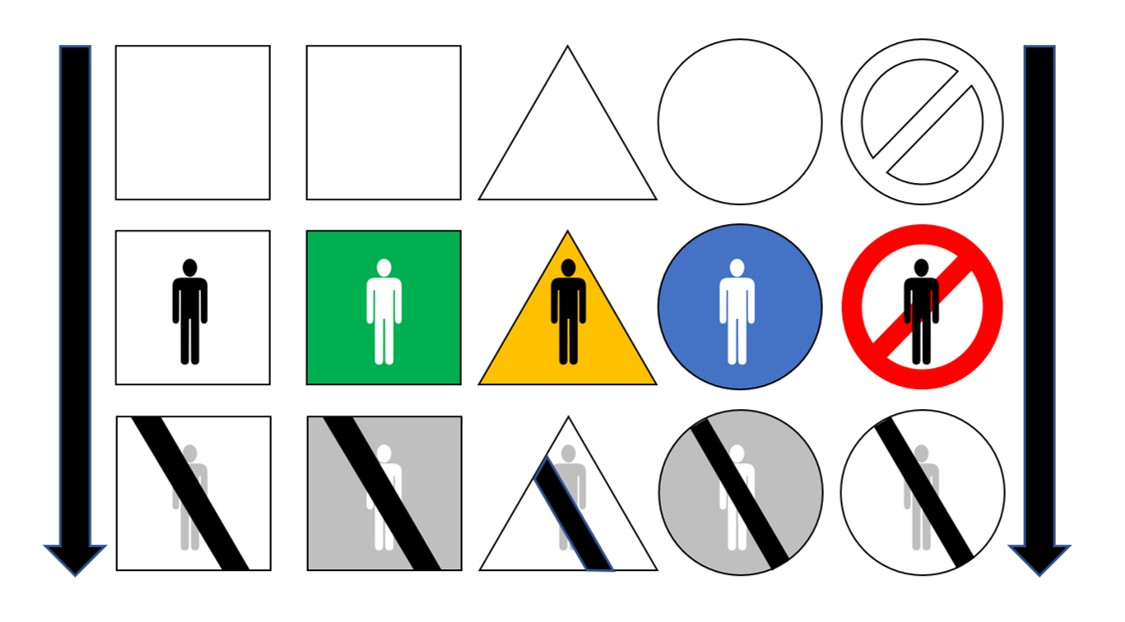
Gramatika umožňuje na informaci předběžně obecně upozornit, následně ji sdělit a poté v případě potřeby zrušit její platnost.

Pro posílení komunikační funkce nebo pro případy, kdy je možná pouze nebarevná komunikace, jsou jednotlivé signální tóny specificky kombinovány s odlišnými tvary tabulek, do nichž se umísťují komunikační prvky (figury, znaky, symboly).
Barevně-tvarový kód umožňuje také užití informační posloupnosti od návěsti informace (předběžné upozornění na budoucí informaci), přes její sdělení až k jejímu zrušení. To je prakticky využitelné buď při liniovém pohybu prostorem (např. v různých typech dopravního a orientačního značení) nebo při časově vázaných informacích, např. prostřednictvím displejů - viz ilustrace.
K základním gramatickým principům praktické vizuální komunikace patří také možnost stupňování informace typu zákazu od mírné (omezení), přes střední (zákaz), k nejvyšší (přísný zákaz) - viz ilustrace.

## Pomocné barevné kódy
Vedle obecného barevného kódu jsou užívány též pomocné barevné kódy, které pracují většinou s větším počtem barevných tónů ve významových vazbách více či méně odchylných od obecného barevného kódu. Jde například o barevný orientační kód, barevné kódy pro odlišení elektrických vodičů a potrubí, barevný kód pro třídění odpadu a druhotných surovin ad. Pomocné barevné kódy mají funkčnost omezenu zejména specifickými vazbami k předmětům a prostoru, v němž jsou užity. Některé pomocné barevné kódy jsou mezinárodně unifikovány, jiné jsou dodržovány jen v zemích nebo oborech se zvýšeným vztahem k funkčnosti komunikace.

## Rozvoj výuky kódů

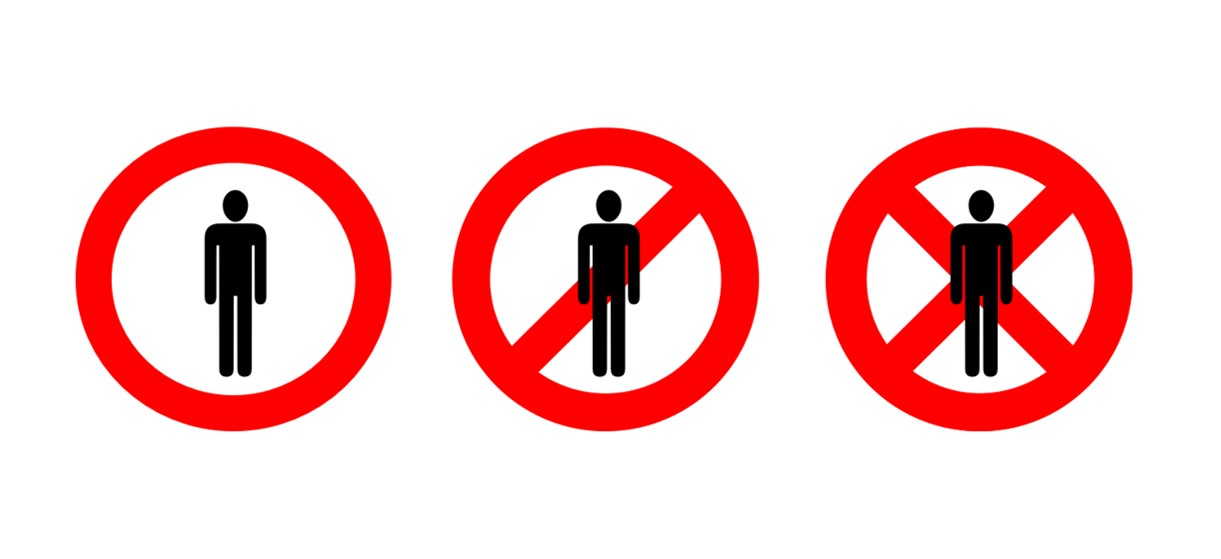
Další princip užitečně umožňuje stupňování zákazu: 1. omezení, 2. zákaz, 3. přísný zákaz. V praxi je však zatím málo využíván.

S obecným barevným kódem seznamují žáky a studenty formou výuky komplexní gramatiky vizuální komunikace zatím jen nejvyspělejší školy, jinak se lidé seznamují pouze dílčím způsobem s barevným kódováním svého profesního oboru. Jde o přirozený vývojový stav, neboť vizuální gramatika je oproti verbální zatím velmi mladým oborem. V tuzemsku je k dispozici řada učebnic, které s druhou gramotností seznamují.

## Galerie

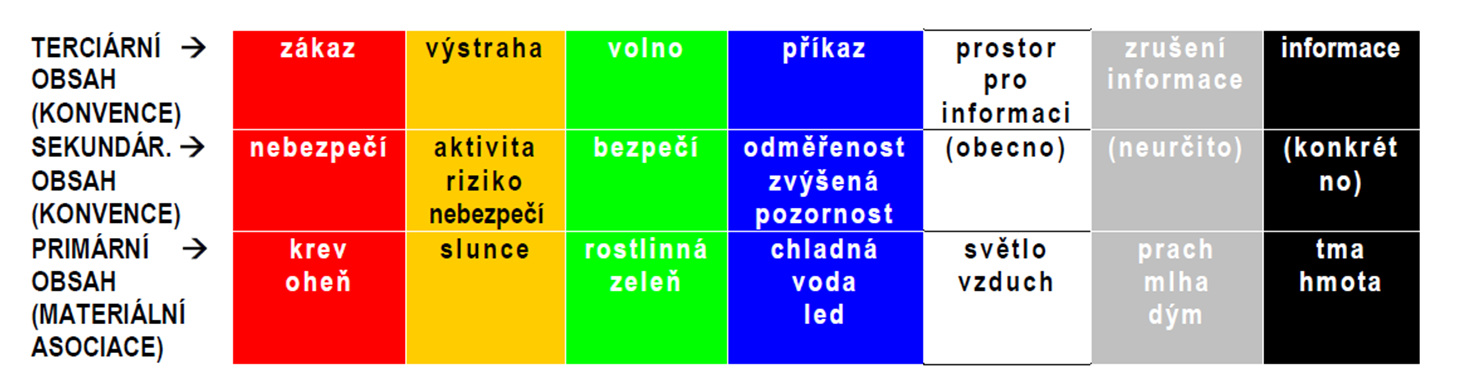
Kontext obsahové interpretace signálních barev
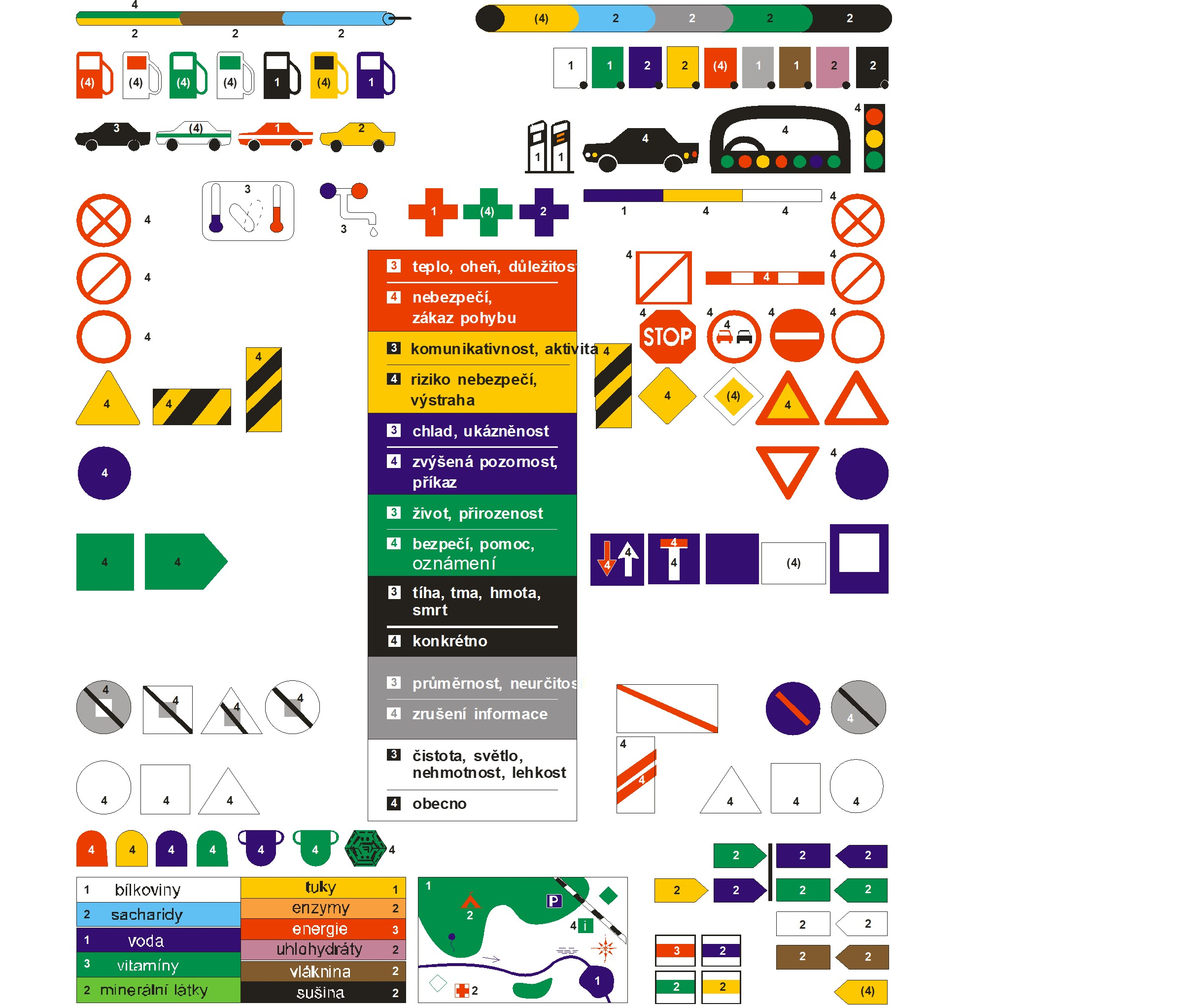
Ukázky barevných kódů, jejich vztahů k obecnému b. kódu a různým typům unifikace
Příklad pomocného barevného kódu: 25 párů barevných kombinací obvykle používaných v různých případech slaboproudé kabeláže

## Články s navazujícím obsahem
Psychologie barev